# 中華鍋

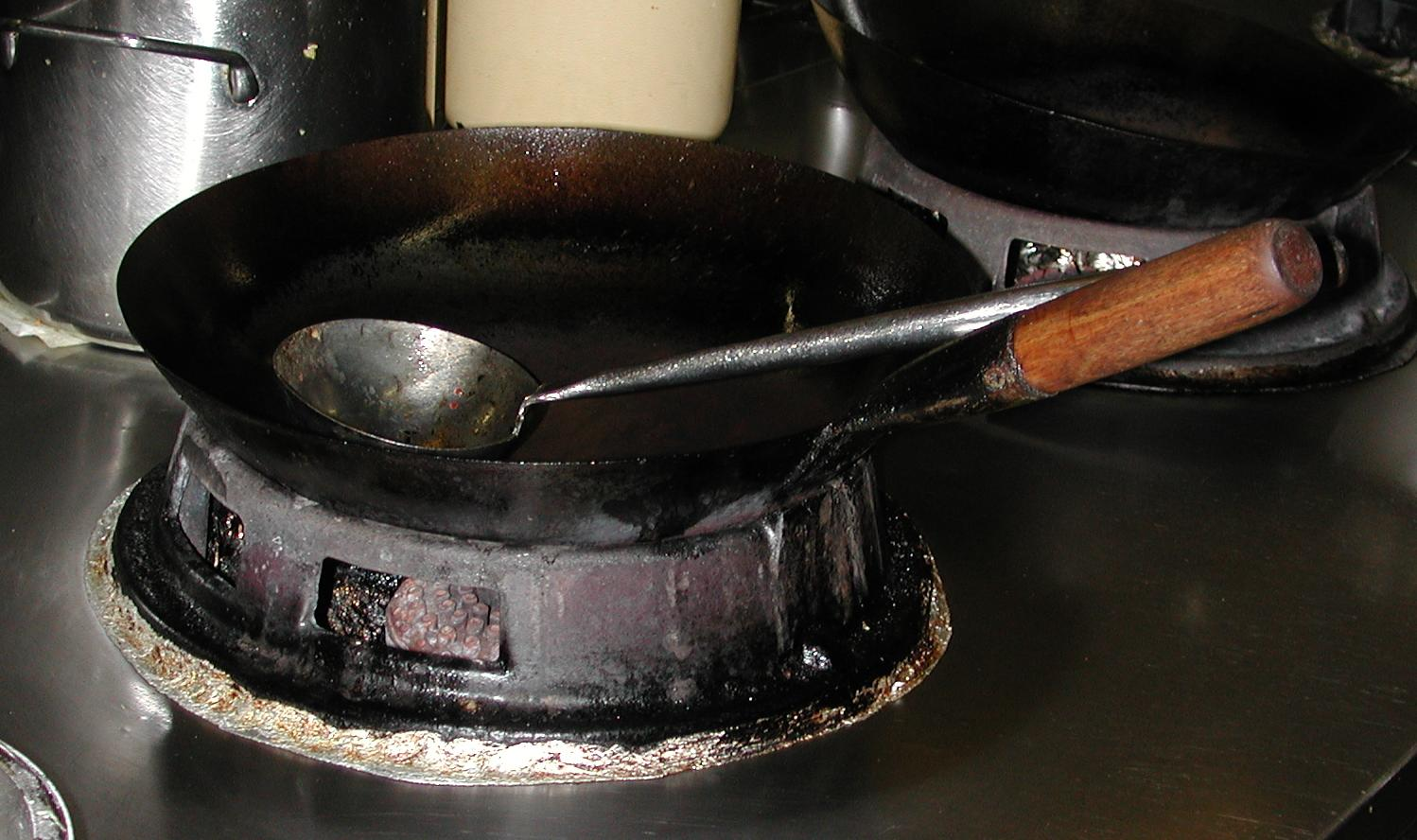
焜炉の上の北京鍋

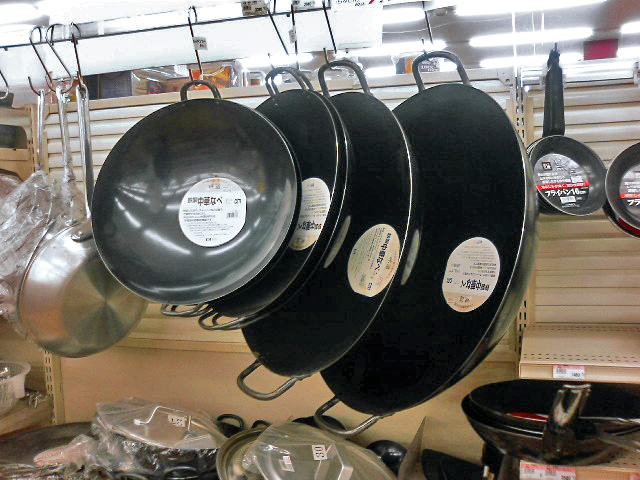
様々な大きさの広東鍋

中華鍋（ちゅうかなべ）とは、中華料理に使われる鋼製の丸底鍋。中国以外では東南アジアや日本でも広く使用されている。

## 各地での名称
他の名称については、鍋子、炒鍋、鉄鍋、蒸鍋などがある。
福建語では「鼎」となる。広東語では「鑊」となり、英語も鑊の音をそのままに訳して「ウォック、wok」と呼ぶ。
インドネシアでは「ペンゴレンガン」、マレーシアでは「クアリ」、フィリピンでは「カワ」「カワリ」と呼ばれる。

## 種類

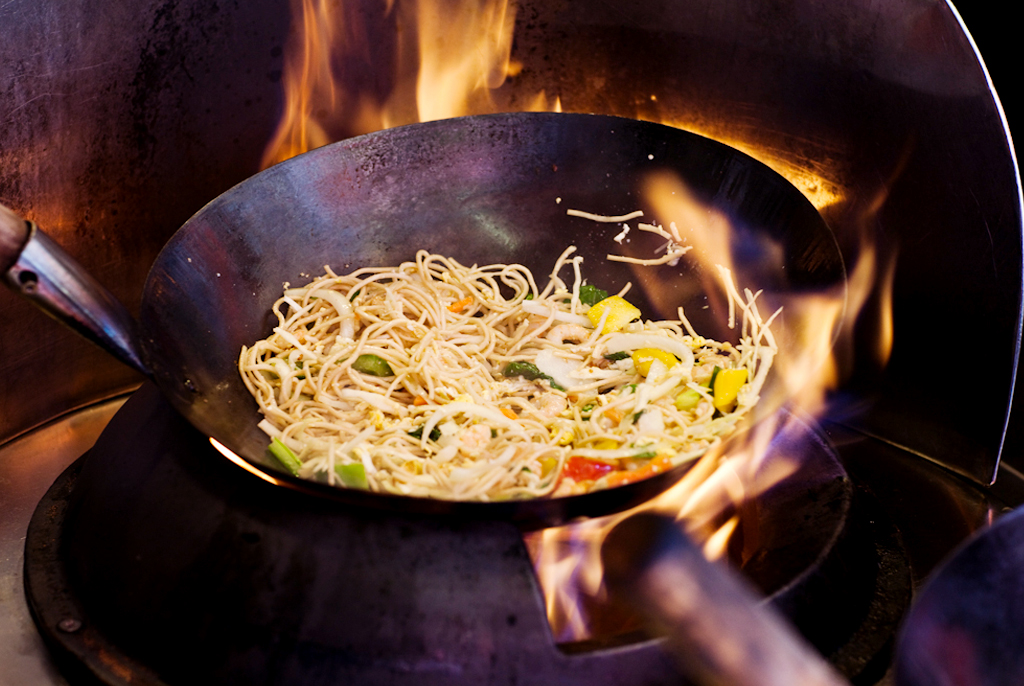
炒め物に使用中の北京鍋

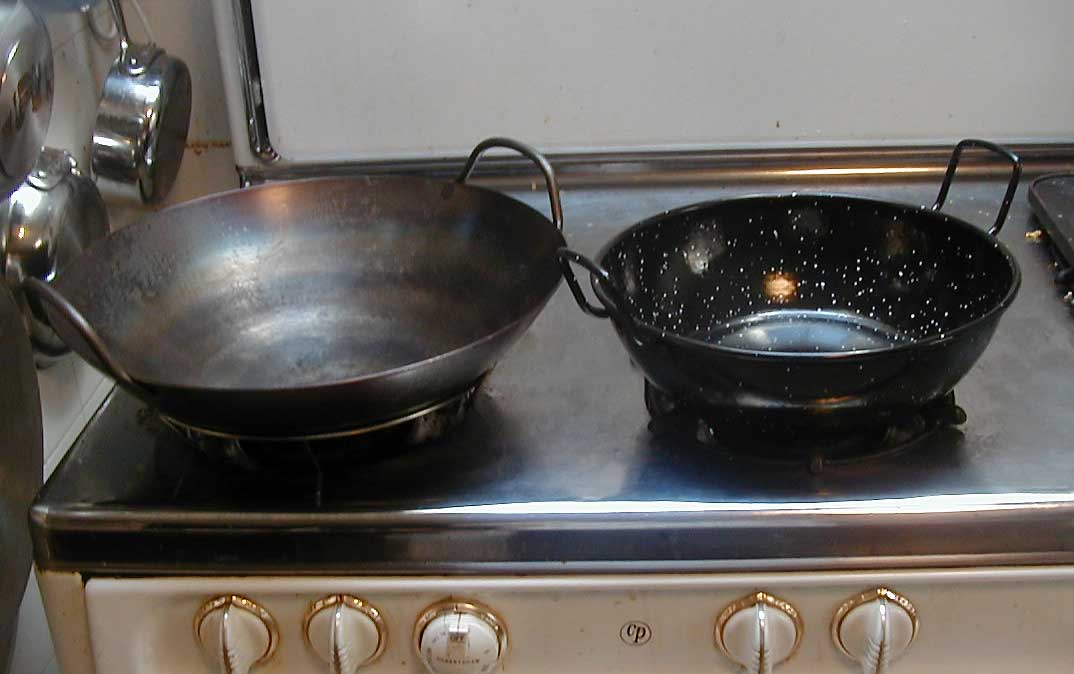
左が広東鍋、右は欧米で販売されている平底のウォック

中華鍋は把手により、片手の北京鍋と両手の広東鍋に大別される。北京鍋と広東鍋は単に把手の違いだけではなく、鍋の深さやアール（曲線の径の大きさ）も異なっている。北京鍋はアールが小さく底が深い。広東鍋はアールが大きく浅めになっている。両手で底が深い、四川鍋という種類もある。
サイズ面では直径30センチメートル程度のものから、大きなものでは2メートル程度の巨大な鍋まで存在する。小型のものは炒め物に、大型のものは料理店で汁物や飯物の調理に用いられる。また欧米では平底のものが「ウォック」（Wok）として販売されている。

## 素材

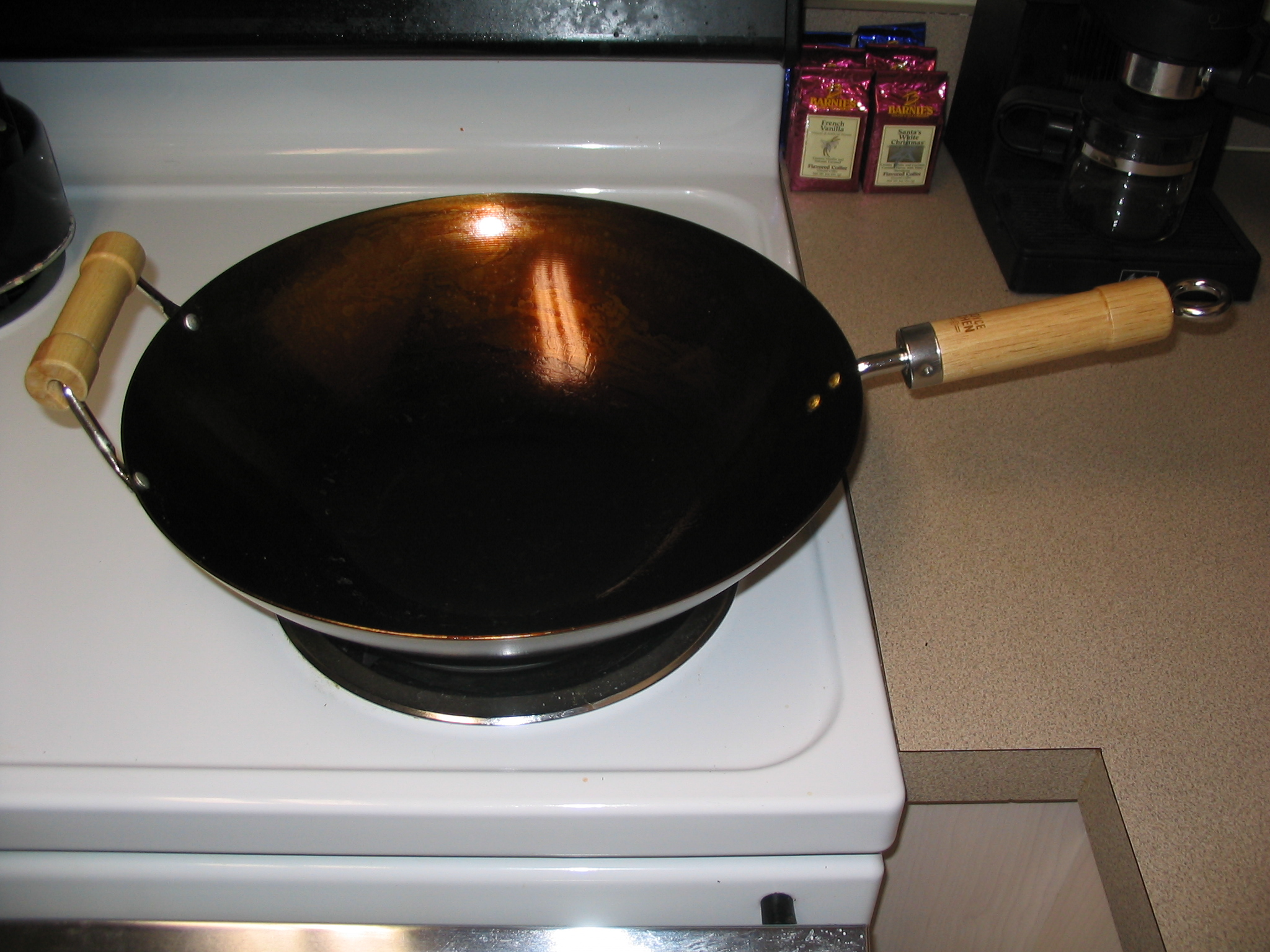
北京鍋と広東鍋の融合

素材は古くは鋼や鋳鉄が使用されてきたが、鋳鉄は近年では殆ど見られない。また鋼製の中華鍋に加え、最近では、チタン合金やアルミニウム合金製のものも市販されている。チタンを用いると極めて軽量になり、アルミニウムを用いると熱伝導が良いというメリットがある。
打ち出し製造されたものは鉄材の密度が増して熱伝導が良く、微細な凹凸が埋まって平滑になるので焦げつきにくいという特徴がある。しかし一般的には、コスト削減のためプレス加工を用いて製造した物が多い。
鉄鍋は使用前に食材などを入れず空焼き（焼き切り）して錆止め加工の被膜を落とす。次に鍋全体に食用油を敷いて、野菜くずを炒める「油ならし」で油をなじませて錆を防ぐ。こうしてできた油膜を残すため、普段の手入れは洗剤を使わず、調理後は湯で洗う。焦げ付きや汚れがひどい場合は鍋で湯を沸騰させて浮かせるか、たわしでこするかして落とし、油ならしをやり直す。油ならしは「油返し」、中国語では「練鍋」といい、適切に油返しが行われた鍋は焦げ付きにくい。
表面仕上げは伝統的には黒錆であるが、近年ではフッ素樹脂でコーティングしたものもあり、欧米ではこちらが主流である。

## 用途

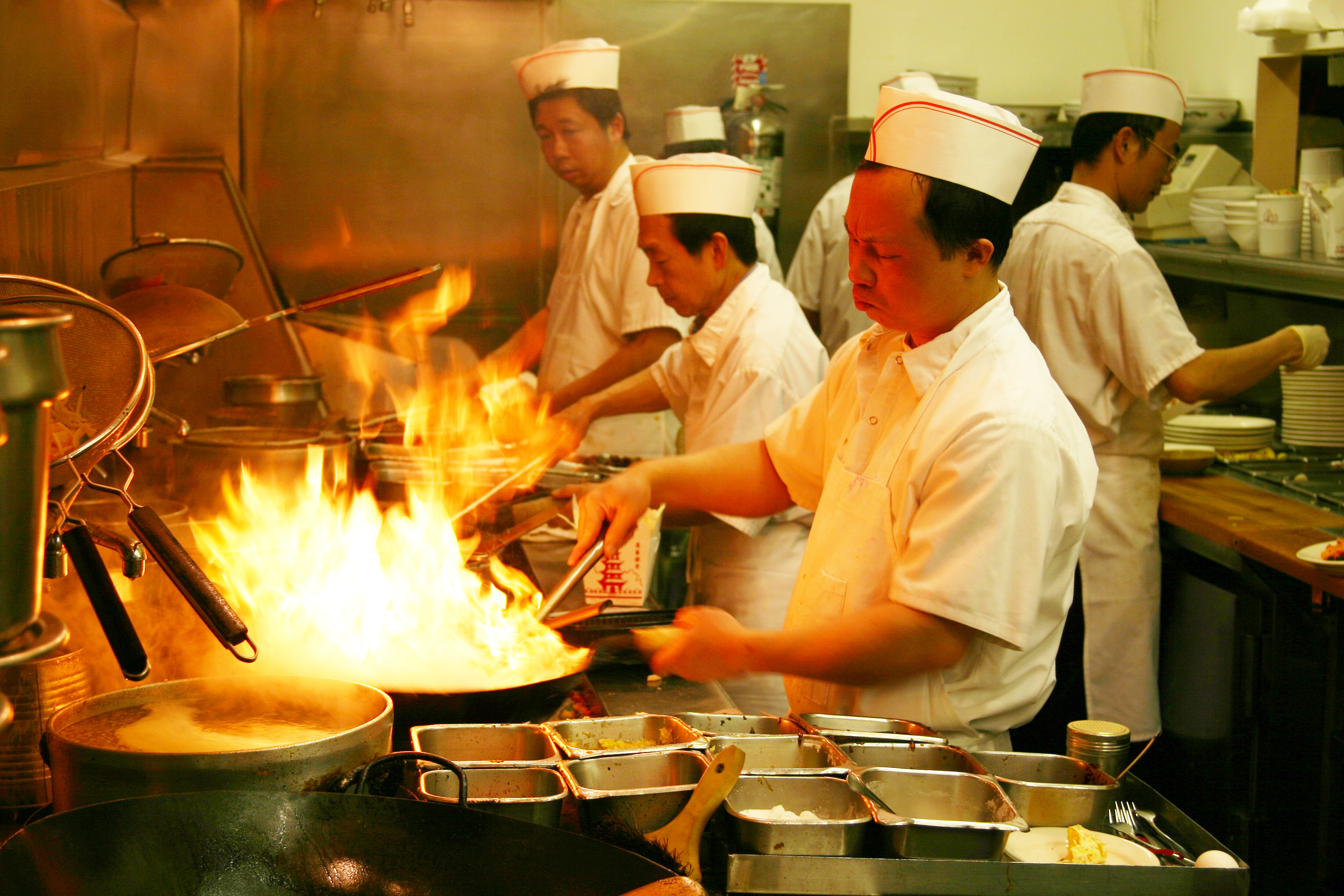
料理店で使用されている中華鍋

炒める、焼くはもちろん、煮る、揚げる、蒸すなども可能であり、幅広い料理法に対応できるため万能鍋とも言われる。

## 組み合わされる器具
揚げ物や茹で物をする際には、炸鏈（ジャーレン）を組み合わせることが多い。蒸し物をする際には蒸篭を湯を張った中華鍋の上に置く。画像からも解るように炒め物にはお玉杓子を用いることが多いが、中華鍋に組み合わされるお玉杓子はかなり大きめであり、また先端部の取付角度も緩い。
底の形状上、加熱の際は五徳で鍋を支える形になるのが通例。そのため五徳のない電気焜炉や電磁調理器での使用には不向き。